# Остелсхајм
Остелсхајм (њем. Ostelsheim) општина је у њемачкој савезној држави Баден-Виртемберг. Једно је од 25 општинских средишта округа Калв. Према процјени из 2010. у општини је живјело 2.463 становника. Посједује регионалну шифру (AGS) 8235057.

## Географски и демографски подаци
Остелсхајм се налази у савезној држави Баден-Виртемберг у округу Калв. Општина се налази на надморској висини од 425-588 метара. Површина општине износи 9,2 km². У самом мјесту је, према процјени из 2010. године, живјело 2.463 становника. Просјечна густина становништва износи 267 становника/km².